# Sant Francesc Xavier
Sant Francesc Xavier o Sant Francesc de Formentera è il più grande centro abitato dell'isola di Formentera ed è il suo capoluogo ufficiale. Secondo i dati del 2009 aveva 2.790 abitanti, di cui 1.205 nel centro urbano.
Oltre che il più grande è anche il centro abitato più antico dell'isola. Originale nell'aspetto è la sua chiesa parrocchiale, risalente al XVIII secolo, che è priva di finestre in quanto inizialmente era utilizzata anche come fortezza e luogo di protezione per la popolazione civile dagli attacchi dei pirati che spesso depredavano l'isola di Formentera e che furono la causa del suo spopolamento.

Ancor più antica, e risalente alla seconda metà del XIV secolo è la cosiddetta Sa Tanca Vella, la prima cappella costruita sull'isola per volere del Vescovo di Tarragona e inizialmente consacrata a San Valerio. Dopo secoli di abbandono è stata restaurata negli anni ottanta
Il 25 luglio si celebra la festa di San Jaume (San Giacomo), patrono di Formentera.

## Amministrazione

### Gemellaggi
- - We`a - Gibuti